# Tribe (альбом)
| Оценки критиков | Оценки критиков |
| Источник        | Оценка          |
| --------------- | --------------- |
| Allmusic        | [ 1 ]           |
| Chicago Tribune | (positive)      |
| KNAC            | [ 3 ]           |

Tribe — восьмой студийный альбом группы Queensrÿche, вышедший 22 июля 2003 года. Бывший гитарист, Крис ДеГармо, временно вернулся в группу, чтобы записать некоторые партии гитары. ДеГармо был готов отправиться в тур в поддержку альбома, но из-за конфликта в студии с Джеффом Тейтом этого не произошло. После выпуска альбома лейбл Sanctuary Records участие ДеГармо изобразил как «возвращение», однако фанаты считают, что это был пиар-ход, чтобы увеличить продажи.
Демокомпозиция «Hostage» была написана Джексоном, Тейтом и Уилтоном для этого альбома. Позже песня была перезаписана и существенно изменена и вошла в альбом Operation: Mindcrime II. Однако оригинальная версия до сих пор осталась неизданной.

## Список композиций
| №                   | Название            | Автор(ы)                               | Длительность |
| ------------------- | ------------------- | -------------------------------------- | ------------ |
| 1.                  | «Open»              | Крис ДеГармо, Джефф Тейт, Майкл Уилтон | 4:32         |
| 2.                  | «Losing Myself»     | Майк Стоун, Тейт                       | 4:12         |
| 3.                  | «Desert Dance»      | ДеГармо, Скотт Рокенфилд, Тейт, Уилтон | 3:57         |
| 4.                  | «Falling Behind»    | ДеГармо, Тейт                          | 4:28         |
| 5.                  | «The Great Divide»  | Тейт, Уилтон                           | 4:01         |
| 6.                  | «Rhythm of Hope»    | Эдди Джексон, Рокенфилд, Тейт          | 3:31         |
| 7.                  | «Tribe»             | Джексон, Рокенфилд, Тейт, Уилтон       | 4:39         |
| 8.                  | «Blood»             | Рокенфилд, Тейт, Уилтон                | 4:13         |
| 9.                  | «The Art of Life»   | ДеГармо, Тейт                          | 4:12         |
| 10.                 | «Doin' Fine»        | ДеГармо, Тейт                          | 3:54         |
| Общая длительность: | Общая длительность: | Общая длительность:                    | 41:37        |

## Участники записи
Участники группы
- Джефф Тейт — вокал
- Майкл Уилтон — гитара
- Эдди Джексон — бас-гитара
- Скотт Рокенфилд — ударные

Приглашённые музыканты
- Крис ДеГармо — гитара
- Майк Стоун — гитара
- Тим Труман — оркестровка на «Rhythm of Hope»

## Позиции в чартах
| Год  | Чарт                          | Позиция |
| ---- | ----------------------------- | ------- |
| 2003 | German Albums Chart           | 52      |
| 2003 | Billboard 200 (USA)           | 56      |
| 2003 | Dutch Albums Chart            | 79      |
| 2003 | French Albums Chart           | 103     |
| 2003 | Oricon Japanese Albums Charts | 245     |